# Sport-Saller

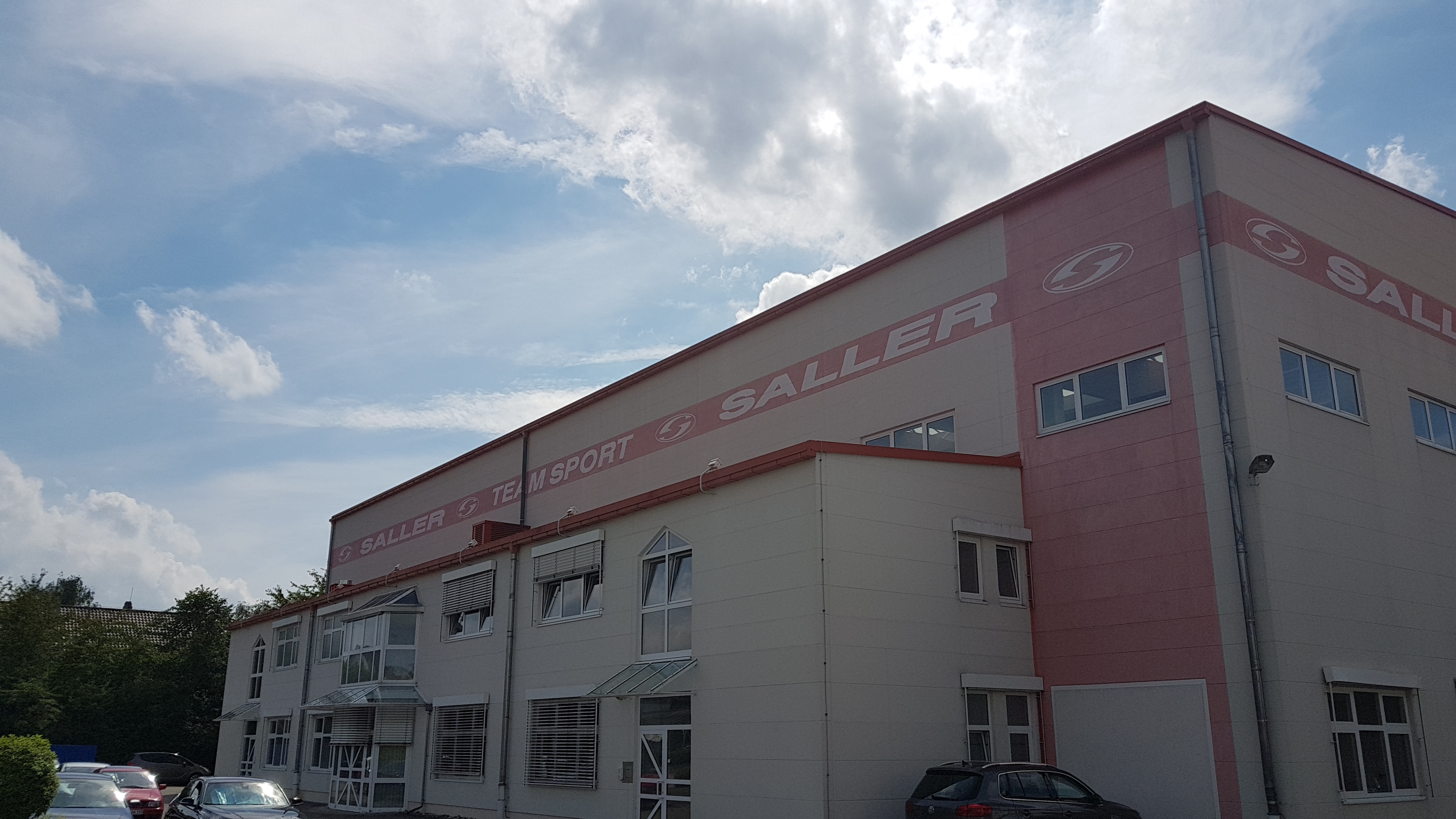
Produktionsstätte und Werksverkauf von Sport-Saller in Weikersheim (2017)

Sport-Saller e.K. mit Sitz in Weikersheim ist ein Versand und Produzent für Fußball-Teamsportprodukte in Deutschland.

## Geschichte
Das Unternehmen Sport-Saller wurde 1972 in Tauberrettersheim vom Fußballtrainer Richard Saller gegründet, der im Jahre 1974 an der Deutschen Sporthochschule in Köln erfolgreich die Fußball-Lehrer-Ausbildung absolvierte und als Trainer der Würzburger Kickers und beim FV Lauda arbeitete. Richard Saller eröffnete zunächst ein Sportartikelgeschäft mit der Idee, Fußballmannschaften Teamsportprodukte anbieten zu können.
Aus dem Sportgeschäft entwickelte sich mit der Zeit ein Sportartikelhersteller, der unter dem Markennamen „Saller“ Produkte für den Fußballsport entwickelt, produziert und vertreibt. 1990 zog das Unternehmen von Tauberrettersheim nach Weikersheim um, wo ein Bürogebäude, ein Sportfachgeschäft, sowie Lager- und Versandhallen errichtet wurden.

## Sponsoring
Im Profisport ist Saller offizieller Ausrüster des Fußball-Zweitligisten SC Paderborn 07. Des Weiteren rüstet Saller im oberen Amateurbereich die Vereine VfR Aalen, Goslarer SC 08, TuS Koblenz, ASV 1860 Neumarkt und SC Wiedenbrück aus. International ist Saller der Ausrüster von KVC Westerlo und Torpedo Kutaissi sowie der Nationalmannschaft von Gambia. Einer breiten Öffentlichkeit wurde Saller 2002 bekannt, als der 1. FC Köln von Puma zu Saller wechselte.